# Thale (film)
Pour plus de détails, voir Fiche technique et Distribution.
Thale  est un film norvégien réalisé par Aleksander Nordaas sorti en 2012.

## Synopsis
Leo et Elvis nettoient les scènes de crime. Alors qu'ils travaillent dans une maison isolée à rassembler les parties d'un corps, ils découvrent une jeune femme muette, Thale, enfermée nue dans le sous-sol. Par des cassettes laissées sur place et d'autres indices, ils découvrent que cette femme n'est pas tout à fait humaine, détenant d'étranges pouvoirs, et semble être le résultat de croisements et d'expériences. Alors qu'ils ont gagné sa confiance et établi la communication avec la jeune femme, la maison est soudain prise d'assaut par des soldats en combinaison. Leo et Elvis s'éveillent dans les bois, ligotés et cagoulés, puis un homme en combinaison blanche les interroge. Pendant ce temps, Thale est traquée dans la maison par les soldats, mais elle se révèle une tueuse terriblement rapide et efficace, se débarrassant des soldats les uns après les autres, avant de faire exploser la maison. Dehors, l'homme en combinaison blanche s'apprête à exécuter sommairement Leo et Elvis d'une balle dans la tête quand l'explosion le détourne de son projet. Des créatures surnaturelles, les Huldras (les huldres des contes scandinaves), l'attaquent alors et le tuent, laissant Leo et Elvis en vie. Quelques jours plus tard, Leo est subitement guéri d'un cancer des poumons. Thale rejoint les Huldras dans la forêt.

## Fiche technique
- Titre original : Thale
- Réalisation : Aleksander Nordaas
- Société de production :
- Société de distribution :
- Pays d'origine : Norvège
- Langue originale : norvégien
- Genre : Fantastique
- Durée : 1h16
- Dates de sortie :
  - Norvège : 26 janvier 2012
  - France : 18 septembre 2013

## Distribution
- Silje Reinåmo : Thale
- Erlend Nervold : Elvis
- Jon Sigve Skard : Leo
- Morten Andresen :  Hvittkledd